# Kevin O’Connell
Kevin O’Connell (ur. 27 listopada 1957 w Nowym Jorku) – amerykański producent muzyczny.
Był 21-krotnie nominowany do Nagrody Amerykańskiej Akademii Filmowej za najlepszy dźwięk; otrzymał nominację do Oscara za filmy: Czułe słówka (1983), Diuna (1984), Silverado (1985), Top Gun (1986), Czarny deszcz (1989), Szybki jak błyskawica (1990), Ludzie honoru (1992), Karmazynowy przypływ (1995), Twister (1996), Twierdza (1996), Con Air – lot skazańców (1997), Maska Zorro (1998), Armageddon (1998), Patriota (2000), Pearl Harbor (2001), Spider-Man (2002), Spider-Man 2 (2004), Wyznania gejszy (2005), Apocalypto (2006) i Transformers (2007). W 2017 otrzymał swojego pierwszego Oscara, za film Przełęcz ocalonych (2016).
Jego żoną jest Heather O’Connell. Ma dwoje dzieci.